# Emilia (región)

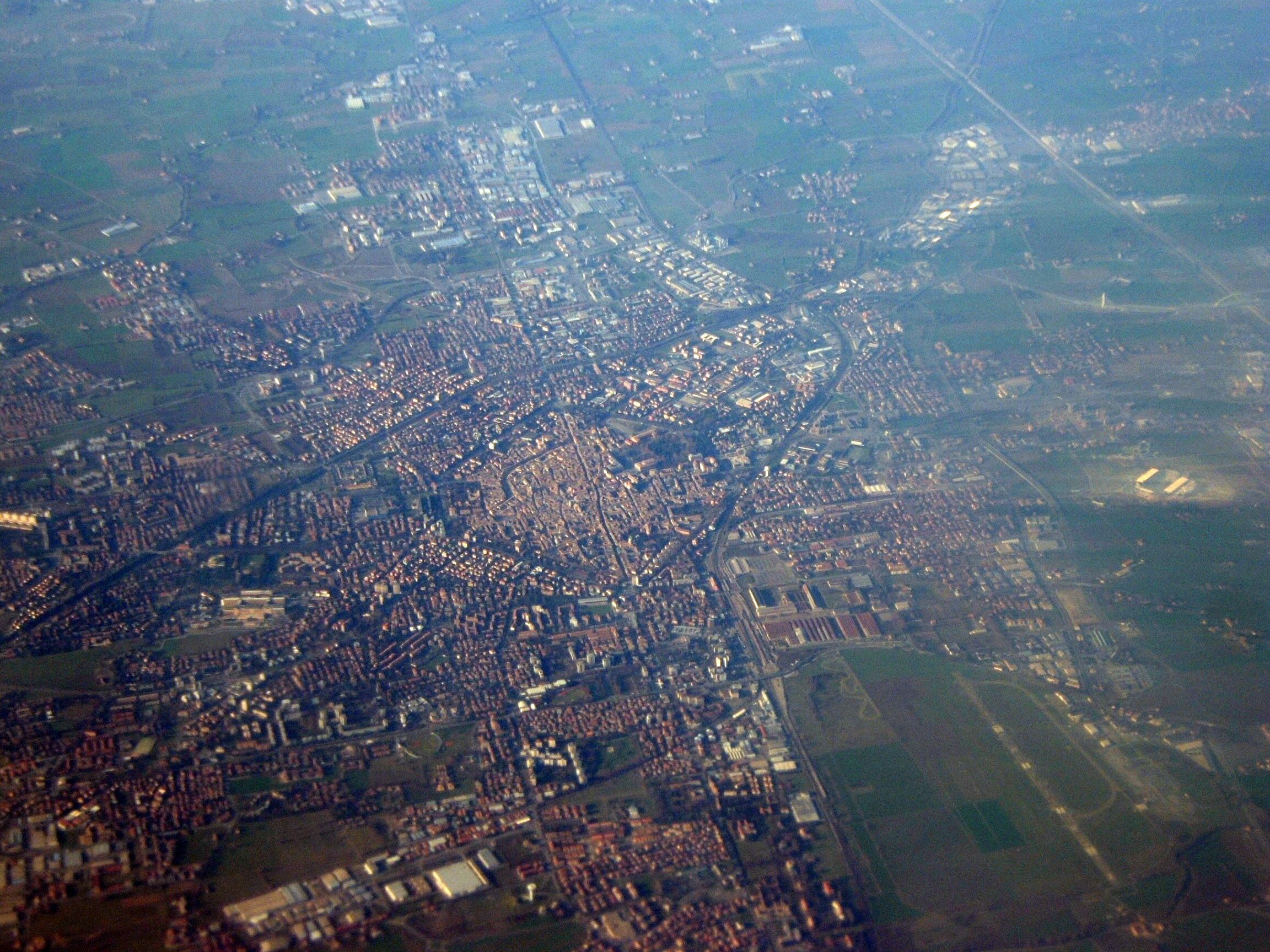
Vista aérea de la región de Emilia, Italia

Emilia es la región histórica italiana; estructurada en torno a la vía construida por los romanos que le dio su nombre (vía Emilia). Junto con la región histórica de la Romaña constituye hoy la región administrativa de Emilia-Romaña. Comprendía las actuales provincias de Piacenza, Parma, Reggio Emilia, Módena, provincia de Ferrara y parte de la provincia de Bolonia, incluyendo su capital.
- Datos: Q1135779
- Multimedia: Emilia (region) / Q1135779